# Oncidium polycladium
Oncidium polycladium  es una especie de orquídeas epifitas. Es nativa de la América tropical.

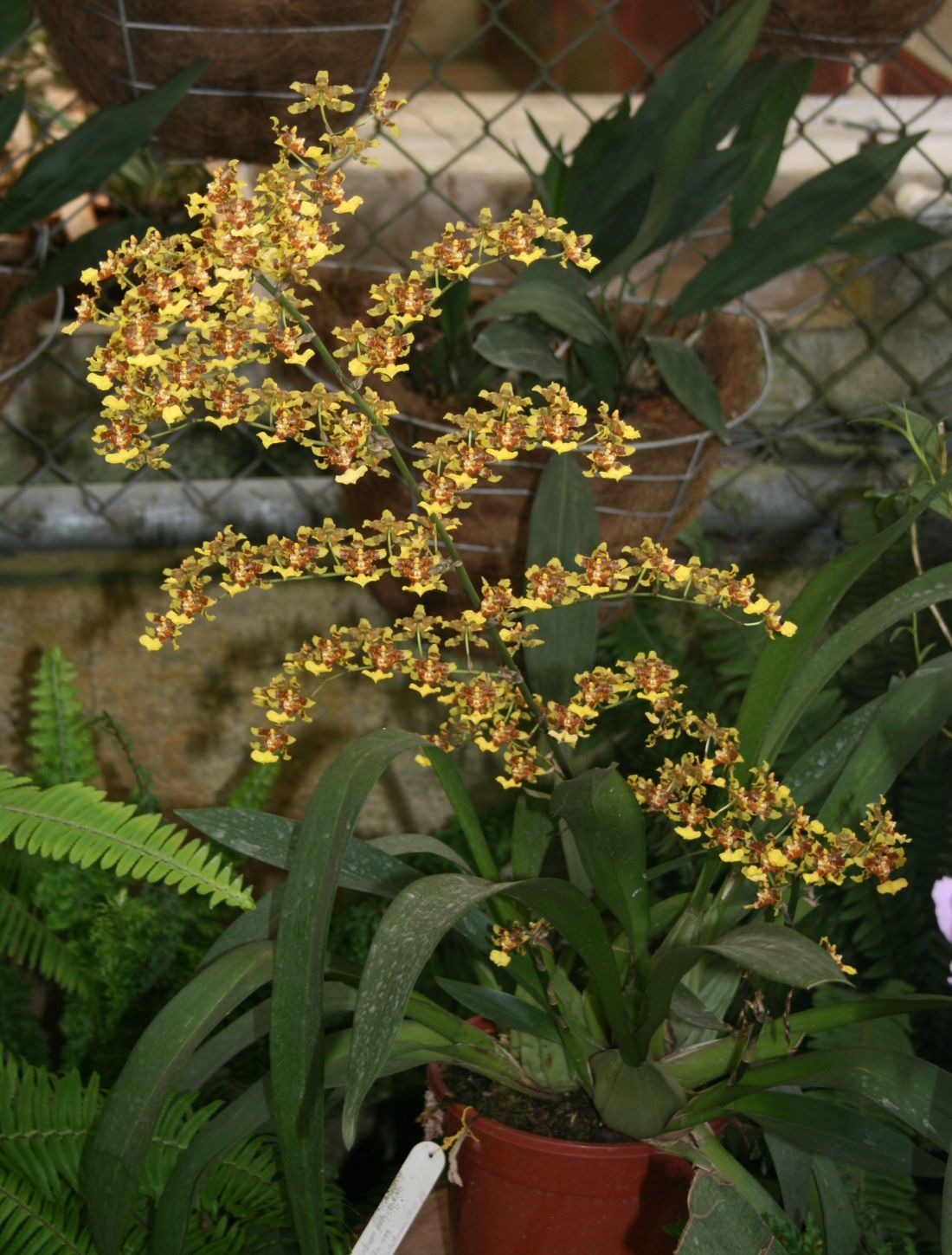
Vista de la planta

## Descripción
Es una especie de orquídea de gran tamaño, de hábitos epífita con hojas subcoriáceas, lineal-liguladas, oblicuas, subagudas y glabras. Florece en el invierno y la primavera en una inflorescencia erecta, paniculada, muy ramificada, de 1 metro de largo, cada rama con 6 a 8 flores, con brácteas florales acuminados-ovadas oblongas.
Es muy parecida y, a menudo, referida como un sinónimo de Oncidium baueri.

## Distribución y hábitat
Inicialmente se encontraba en Costa Rica y Panamá en los bosques montañosos y húmedos en a elevaciones de nivel del mar a 800 metros. Actualmente se encuentra esta variedad en Colombia, donde popularmente se le llama lluvia de oro por su exótica gana de tonos dorados y amarillos.

## Taxonomía
Oncidium polycladium fue descrita por Rchb.f. ex Lindl.  y publicado en Folia Orchidacea. Oncidium Fasc. 6–7: 47. 1855.
Etimología
Ver: Oncidium, Etimología
polycladium: epíteto latíno que significa "con muchas ramas".
Sinonimia
- Oncidium costaricense Schltr.
- Oncidium guttulatum Rchb.f. ex Lindl.
- Oncidium scabripes Kraenzl.
- Oncidium tonduzii Schltr.[3][4]